# トマス・ダンダス (第2代ゼットランド伯爵)

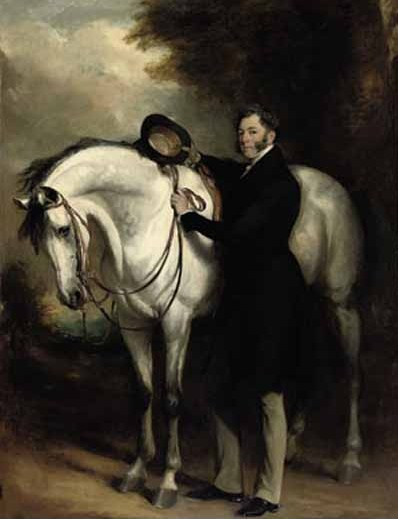
1841年に描かれた第2代ゼットランド伯トマス・ダンダスの肖像

第2代ゼットランド伯爵トマス・ダンダス（英語: Thomas Dundas, 2nd Earl of Zetland, KG, KT、1795年2月5日 - 1873年5月6日）は、イギリスの貴族、政治家。

## 経歴
1795年2月5日、第2代ダンダス男爵ローレンス・ダンダス（後にゼットランド伯爵に叙せられる）とその妻ハリオット（旧姓ヘイル）の間の長男として生まれる。
ハーロー校を経てケンブリッジ大学トリニティ・カレッジへ進学。1815年にマスター・オブ・アーツの学位を取得。
1818年から1830年までリッチモンド選挙区、1830年から1832年までヨーク選挙区、1835年から1839年までリッチモンド選挙区から選出されてホイッグ党の庶民院議員を務める。
1839年2月19日に父が死去し、第2代ゼットランド伯爵位を継承し、貴族院議員に転じた。
1839年から1873年までヨークシャー・北リディング知事を務めた。
1844年から1870年にかけてフリーメイソンのイングランド・連合グランドロッジのグランドマスターを務めた。また競馬ではジョッキークラブのメンバーであり、1850年のダービーステークスやセントレジャーステークスでは「ヴォルティジュール」で優勝を果たした。
1873年5月6日に死去した。子供はなく爵位は甥のローレンス・ダンダスが継承した。ローレンスは後にゼットランド侯爵に叙せられることになる。

## 栄典

### 爵位・準男爵位
- 1839年2月19日、第2代ゼットランド伯爵(1838年創設連合王国貴族爵位)
- 1839年2月19日、第3代アスクのダンダス男爵(1794年創設グレートブリテン貴族爵位)
- 1839年2月19日、第4代カースのダンダス準男爵(1762年創設グレートブリテン準男爵位)[2]

### 勲章
- 1861年-1872年、シッスル勲章ナイト(KT)
- 1872年、ガーター勲章ナイト(KG)[2]

## 家族
1823年、第6代準男爵サー・ヘッドワース・ウィリアムソンの娘ソフィアと結婚したが、子供はできなかった。